# クール・サンテミリオン駅
クール・サンテミリオン駅 (クール・サンテミリオンえき、仏：Cour Saint-Émilion)は、フランス・パリの12区にあるメトロ14号線 (地下鉄) の駅。

## 概要
クール・サンテミリオン駅は、パリの地下鉄メトロ14号線の駅。パリ南東部の12区にあり、ベルシー公園の南側に位置している。
1998年10月15日、14号線の駅として開業した。駅名は、かつてこの地にフランス南部のワインを積んだ列車が発着した駅があったことから、ボルドー近郊にあるワインの産地サンテミリオンにちなんで名付けられた。

## 駅周辺
- UGCシネ・シテ・ベルシー (UGC Ciné Cité Bercy)
- ベルシー公園 (Parc de Bercy)
- ベルシー・ヴィラージュ (Bercy Village)

## 隣の駅
パリメトロ
■14号線
ベルシー駅 （Bercy） - クール・サンテミリオン駅 - ビブリオテーク・フランソワ・ミッテラン駅 （Bibliothèque François Mitterrand）